# Sandrine Soubeyrand
Sandrine Soubeyrand, född  16 augusti 1973 i Saint-Agrève, Frankrike, är en före detta fransk fotbollsspelare och därefter tränare.
Hon ingick i Frankrikes trupp i VM i Tyskland år 2011.